# رابرت اسمایگل
رابرت اسمایگل (انگلیسی: Robert Smigel؛ زادهٔ ۷ فوریهٔ ۱۹۶۰) یک هنرپیشه، و عروسک‌گردان اهل ایالات متحده آمریکا است.

## گزیده فیلمشناسی
از فیلم‌ها یا برنامه‌های تلویزیونی که وی در آن نقش داشته‌است می‌توان به آثار زیر اشاره کرد.
- جهان وین ۲ (۱۹۹۳)
- بیلی مدیسن (۱۹۹۵)
- هپی گیلمور (۱۹۹۶)
- فردا شب (۱۹۹۸)
- خواننده عروسی (۱۹۹۸)
- نیکی کوچک (۲۰۰۰)
- عشق پریشان (۲۰۰۲)
- اکنون شما را چاک و لری اعلام می‌کنم (۲۰۰۷)
- تو حریف زوهان نمی‌شی (۲۰۰۸)
- جک و جیل (۲۰۱۱)
- هتل ترانسیلوانیا (۲۰۱۲)
- این است ۴۰ (۲۰۱۲)
- پیکسل‌ها (فیلم ۲۰۱۵) (۲۰۱۵)
- هتل ترانسیلوانیا ۲ (۲۰۱۵)
- دو اور (۲۰۱۶)
- سینمایی : هفته (۲۰۱۸)
- داستان ازدواج (۲۰۱۹)
- پادشاه استتن آیلند (۲۰۲۰)
- پخش زنده شنبه شب (۱۹۸۵–۲۰۱۳)
- سوپرمن (۱۹۸۸)
- آخر شب با کونان اوبراین (۱۹۹۳)
- یانکی‌های کرنک (۲۰۰۳–۲۰۰۷)
- پرورش شکست‌خورده (مجموعه تلویزیونی) (۲۰۰۵)
- پالپاتین (۲۰۰۷)
- برنامه امشب با کونان اوبراین (۲۰۰۹–۲۰۱۰)
- باب‌اسفنجی شلوارمکعبی (۲۰۰۹)
- زیاد ذوق‌زده نشو (۲۰۱۱)
- کونان (تاک شو) (۲۰۱۱–۲۰۱۶)
- برگری باب (۲۰۱۲–۲۰۱۵)
- کرامپوس (۲۰۱۳)
- لوئی (مجموعه تلویزیونی) (۲۰۱۵)
- خواننده نقاب دار (برنامه تلویزیونی آمریکایی) (۲۰۱۹)
- اونطور کونی (۲۰۰۵)

## جوایز
وی برنده جوایزی همچون جایزه امی ساعات پربیننده شده‌است.